# Записки Самсона Самосуя
Записки Самсона Самосуя (бел. Запіскі Самсона Самасуя) — сатирическое произведение белорусского писателя Андрея Мрыя. Написано в 1929 году.
Первые два «свитка» (части) опубликованы в журнале «Узвышша» в 1929 году. После публикации роман был объявлен «гневной клеветой на советскую действительность». Произведение полностью опубликовано в 1988 году в журнале «Полымя».

## Сюжет
«Записки» написаны от имени главы культового отдела райисполкома Самсона Самасуи, чья некомпетентность компенсируется неординарной деятельностью в сфере организации культуры. Самасуи устраивает абсурдные культурные мероприятия, стараясь «поднять уровень культуры» в этом районе как можно скорее, при этом пытаясь установить свою приватность любыми способами. В конце романа, после обнаружения «трагладитов» в районе города и скандального театрального решения некомпетентного Самасуя, его повысили до районного отдела культов.

## Экранизация
В 1990 году вышла экранизация повести «Протарчак жизни, или Записки Самсона Самасуя» белорусского режиссёра Владимира Орлова.